# Martinus Gerard Gerritsen
Martinus Gerard Gerritsen (Doetinchem, 14 oktober 1888 – Zunderdorp, 21 mei 1956) was een Nederlands predikant van de Nederlandse Hervormde Kerk en voornamelijk werkzaam te Amersfoort, waar hij veel aanzien en bewondering verwierf door onder andere zijn vele vrijwilligerswerk.

## Leven en werk
Gerritsen groeide op in Soest waar zijn vader directeur van de posterijen en telegrafie was. Na zijn middelbareschooltijd aan het Christelijk Gymnasium Utrecht  heeft hij een studie theologie te Utrecht gevolgd en afgerond. Tijdens deze studie was hij bestuurslid van het Oratorisch-homiletisch Gezelschap Progredior en betrokken bij de oprichting van studentenvereniging Unitas Studiosorum Rheno-Traiectina. 
Na zijn studie is hij in eerste instantie gaan werken als hulpprediker te Gaanderen (1914-1915). Als volledig predikant werkte hij in Purmerland (1915-1920), Zunderdorp (1920-1922) en vervolgens lange tijd in Amersfoort (1922-1954). Zijn werkgebied in Amersfoort was met name het Soesterkwartier. 

Naast zijn werkzaamheden als predikant is hij leraar godsdienst geweest op het Lyceum te Hilversum en de Rijkskweekschool te Amersfoort. Verder is hij als vrijwilliger werkzaam geweest bij verschillende maatschappelijke organisaties en heeft hij bijgedragen aan de oprichting van de Emmakerk (tegenwoordig Emmaüskerk). Ook was hij een van de grondleggers van de Stichting voor Protestants-christelijke Ziekenhuis Verpleging, later bekend als De Amersfoortse (sinds 1997 onderdeel van ASR Nederland). Daarnaast was hij lid van de raad van toezicht op de jeugdherbergen en voorzitter van de Nederlandse Christelijke Reisvereniging. 
In 1922 heeft Ds. Gerritsen het Crux Rubra Hungarica ontvangen uit handen van de Hongaarse president Miklós Horthy vanwege zijn bijdrage aan de opvang van Hongaarse kinderen in Nederland vlak na de Eerste Wereldoorlog. Daarnaast is hij in de jaren vijftig geridderd in de Orde van Oranje-Nassau.

## Gezin
Gerritsen was gehuwd met Fijtje Hornsveld (1890- 1977) en samen kregen ze vijf kinderen. Zijn zoon mr. Everhard Gerritsen (1916 - 2012) was lange tijd secretaris van de Generale Diaconale Raad van de Nederlands Hervormde Kerk. 